# Capixaba
Capixaba este un oraș în unitatea federativă Acre (AC), Brazilia. La recensământul din 2007, localitatea Capixaba a avut o populație de 8,446 de locuitori. Suprafața localității Capixaba este de 1,713 km².